# Turon

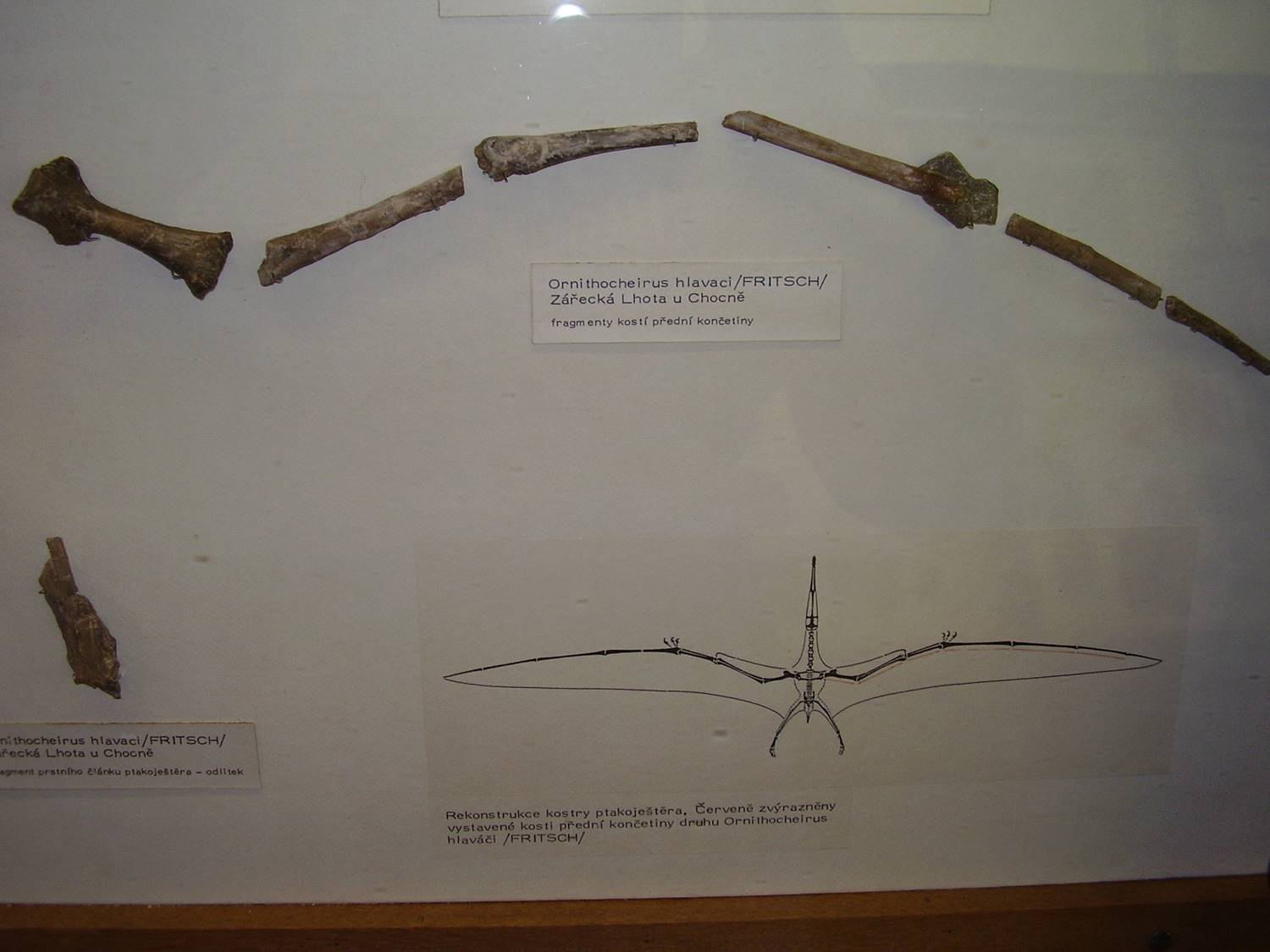
Turonský ptakoještěr druhu Cretornis hlavaci – dochované fosilie.

Turon nebo turonium je druhý nejstarší chronostratigrafický stupeň oddělení svrchní křídy, který je datován do rozmezí před 93,5 ± 0,8 až 89,3 ± 1 Ma (milionů let). Turonu předcházel cenoman a následoval ho coniak.

## Definice
Turon byl definován francouzským paleontologem Alcidem d'Orbignym v roce 1842. Orbigny ho pojmenoval podle města Tours ve francouzském regionu Touraine, které je původní typová lokalita. Začátek (báze) turonu je definován jako místo, kde se poprvé ve stratigrafickém sloupci objevil amonit druhu Wutinoceras devonense. Konec turonu (báze coniaku) se definuje jako místo, kde se poprvé objevil mlž druhu Cremnoceramus rotundatus.

## Podmínky
Rozhraní cenomanu a turonu zaznamenalo globální transgresi (tzv. křídové moře) – nejvyšší hladinu světových oceánů za posledních 600 milionů let, asi o 150 až 300 metrů vyšší než dnes (po zbytek turonu hladina klesala). Toto období též přineslo anoxickou událost (masové vymírání druhů v oceánu kvůli absenci kyslíku), tzv. událost cenomansko-turonského rozhraní, také známou jako „Bonarelliho událost“.

## Dělení
Stupeň turon bývá dále dělen na tři podstupně: spodní, střední a svrchní.

## Biota
Souším stále dominují dinosauři, jejichž biodiverzita je velmi výrazná. V této době se vysktují například dva známé druhy tyranosauroidních teropodů, a to Suskityrannus hazelae ze Spojených států amerických a Timurlengia euotica z Uzbekistánu. V Česku žil tehdy menší ptakoještěr druhu Cretornis hlavaci.